# Iglesia de San Carlo alle Mortelle
La Iglesia de San Carlo alle Mortelle (en italiano, Chiesa di San Carlo alle Mortelle) es un templo católico de Nápoles, de estilo barroco, dedicada a san Carlos Borromeo. El nombre de Mortelle alude a la vegetación de mirto que crecía en el lugar hasta finales del siglo XVI o a la propiedad de la familia española Trojanis y Mortela.

## Obras en elsigloXVII
La iglesia se comenzó a edificar en 1616 siguiendo las trazas del clérigo barnabita Giovanni Ambrogio Mazenta, quien tomó como modelo otros templos milaneses de su congregación, como la iglesia de San Alejandro in Zebedia, diseñada por el también barnabita Lorenzo Binago. Mazenta, ocupado en otras obras de la congregación, confió el proyecto al arquitecto napolitano Giovanni Cola di Franco, quien había levantado en la ciudad la iglesia de Santa Maria la Nova. A partir de 1621, fue Bartolomeo Picchiatti quien se encargó de la dirección de las obras y quien proyectó el colegio. Sin embargo, la edificación sufrió retrasos y en 1628 solo se había completado la sacristía y el presbiterio. Entre 1632 y 1638 se construyó parte del colegio, donde Antonio de Bellis pintó algunos frescos. La obra del colegio se concluyó finalmente en 1650. 
En 1646 se redactó un proyecto que afectaba también a las partes ya construidas. Quedaban por completar el coro y el pórtico del claustro, pero durante el curso de los trabajos la planta fue modificada de nuevo y se redujo el presbiterio.
Tras la peste de 1656, que se llevó a numerosas personas (entre otras, al pintor Antonio de Bellis), la obra pasó a estar a cargo del arquitecto e ingeniero real Francesco Antonio Picchiatti, quien propuso reestructurar el colegio. Tras el terremoto de 1688 se restauró la iglesia y la sacristía y en 1696 se efectuaron nuevas labores en el presbiterio.

## sigloXVIII

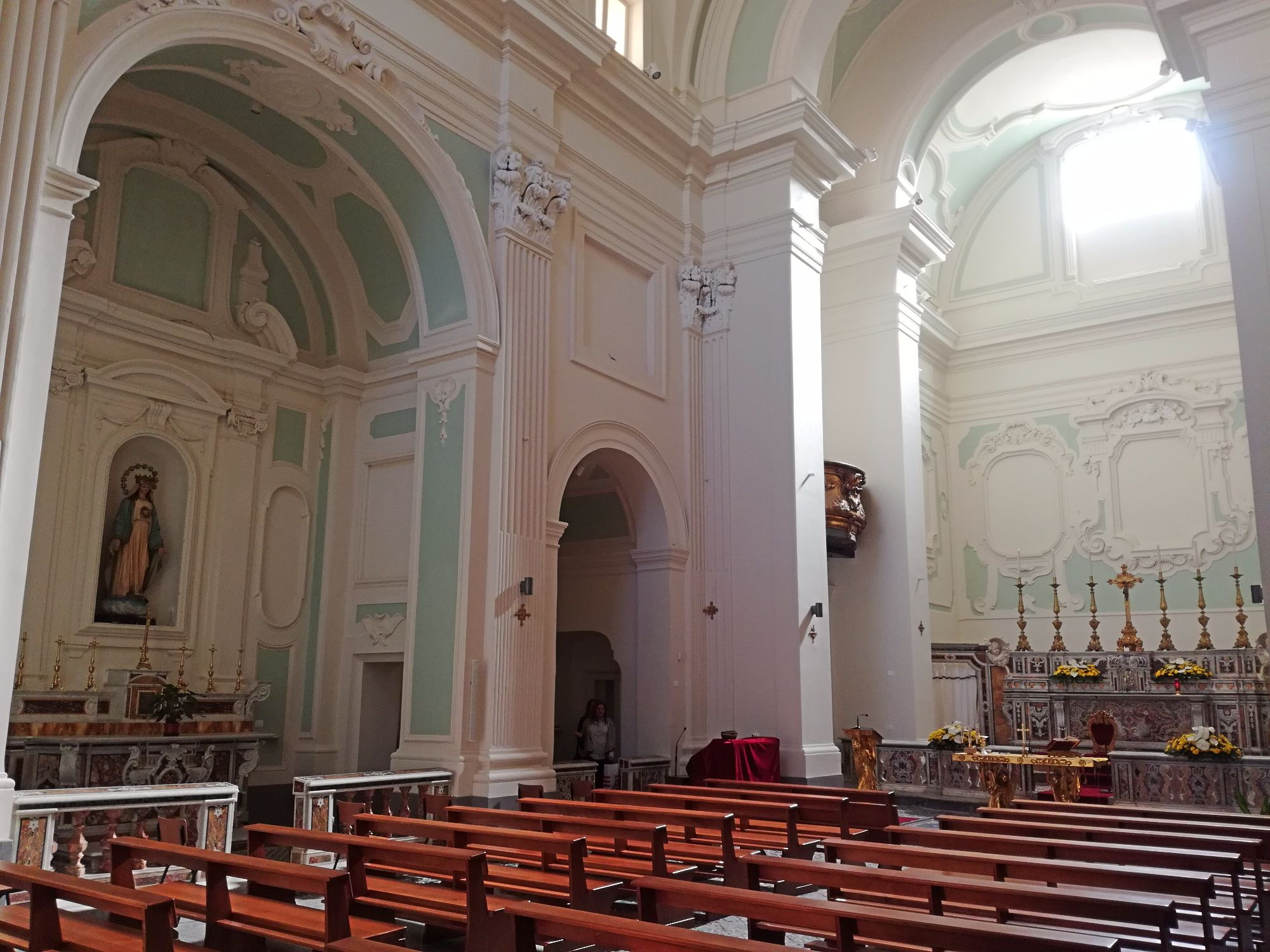
Interior de la iglesia.

A principios del siglo XVIII está presente en las obras el arquitecto barnabita Marcello Zucca, quien completó la fachada de San Alejandro in Zebedia; en la iglesia napolitana realizó un rico altar.
A partir de la década de 1730 se inició la construcción de la fachada monumental, hasta entonces sin labrar. El proyecto fue de Enrico Pini, alumno de Ferdinando Sanfelice; en 1743 se completó el primer orden de la fachada, con decoración en estuco de Giuseppe Scarola y del escultor Domenico Catuogno; en las hornacinas que flanquean la puerta se pueden ver las estatuas de san Liborio y del beato Alesandro Sauli; sobre la puerta, la imagen de san Carlos Borromeo. 
El segundo cuerpo de la fachada se realizó en la segunda mitad del siglo, seguramente con trazas de Luca Vecchione. 
A mediados de siglo, en el intervalo entre la construcción del primer cuerpo de la fachada y el segundo, consta que trabajó en la iglesia Nicola Tagliacozzi Canale, quien realizó labores de consolidación del complejo: cerró el portal lateral y añadió los arcos entre la nave y el presbiterio, de tal modo que cambió radicalmente el plan originario del templo.
En el edificio situado a la derecha de la iglesia se levantaba el claustro y el colegio adyacente, donde se conservan frescos de Francesco Solimena.

## sigloXXI
La noche del 23 de septiembre de 2009 la iglesia sufrió importantes destrozos como consecuencia del hundimiento de una cavidad subterránea que causó un socavón en la calle de San Carlo alle Mortelle, la destrucción parcial del pavimento de la iglesia (que databa de finales del XVIII) y la clausura del templo, así como de cinco edificios de la zona. La iglesia fue reabierta al público en febrero de 2017.